# Werner Tillessen
Werner Tillessen (* 22 de agosto de 1880 en Saarlouis; † 19 de mayo de 1953 en la Unión Soviética) fue un marino alemán que llegó a almirante en la Segunda Guerra Mundial. Era el hermano mayor de Heinrich Tillessen, que asesinó al político católico Matthias Erzberger, y de su cómplice Karl Tillessen.

## Vida

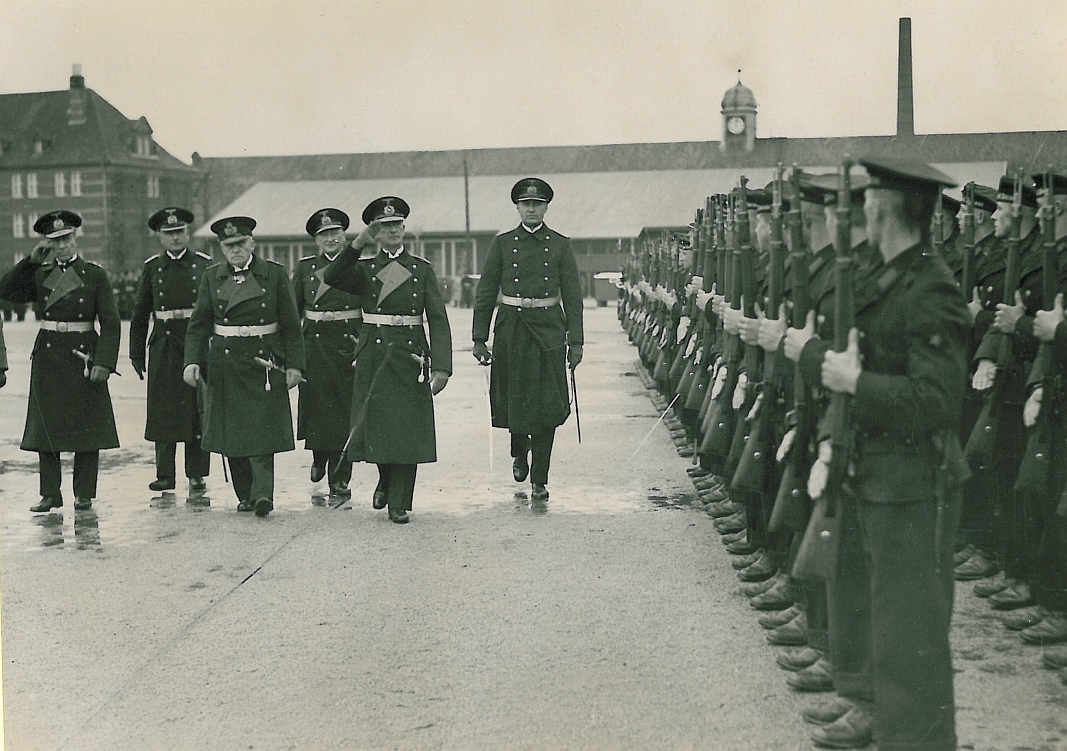
Cincuentenario del Arma de Torpederos en 1937 en Wilhelmshaven – a la izquierda, Werner Tillessen, en medio el almirante Adolf von Trotha y a la derecha el almirante Hermann Boehm

Tillessen ingresó el 12 de abril de 1898 como cadete en la Marina Imperial, recibiendo la formación inicial en el crucero-fragata SMS Stosch. Tras estudiar en la Escuela Naval, donde el 18 de abril de 1899 fue ascendido a alférez de fragata, fue enviado a Hong Kong, donde sirvió a bordo del navío de línea SMS Weißenburg y participó en el aplastamiento del Levantamiento de los bóxer. Tras regresar con su buque a Alemania, Tillessen pasó el 23 de septiembre de 1901 como oficial de guardia al crucero protegido SMS Victoria Louise y ascendió el 19 de octubre de 1901 al cargo intermedio de Leutnant zur See y el 28 de marzo de 1903 a alférez de navío. Del 12 de diciembre de 1903 al 30 de septiembre de 1904 fue oficial de guardia a bordo del crucero protegido SMS Friedrich Carl y luego hasta el 31 de marzo de 1905, oficial inspector en la Escuela Naval. Por breve tiempo fue oficial de una compañía en la División de instrucción naval juvenil, hasta que el 1 de octubre de 1905 lo destinaron a la segunda Sección de Torpedos. También allí fue oficial en una compañía y temporalmente oficial de guardia del buque cabeza de la División, D 6, y del torpedero S 130. El 1 de octubre de 1906 pasó como profesor a la corbeta acorazada SMS Württemberg y allí ascendió a teniente de navío. Del 1 de octubre al 30 de septiembre de 1911,Tillessen fue oficial en una compañía de la 2ª División de Torpederos y primer oficial de la 8ªDivisión de Reserva de Torpederos. A la vez, fue destinado como oficial de guardia y comandante del torpedero V 158. Desde el 1 de octubre de 1911 fue ayudante de la 2ª Inspección de Marina y desde el 30 de septiembre de 1912 del estado mayor de la Estación Naval del Mar del Norte.
Tras estallar la Primera Guerra Mundial, Tillessen fue nombrado jefe de la 18.ª Semiflotilla de Torpederos el 6 de noviembre de 1914 y ascendió a capitán de corbeta el 16 de abril de 1915. Entre el 6 de febrero de 1917 y el 1 de mayo de 1918 estuvo al mando de la 6ª Flotilla de Torpederos y luego prestó servicios hasta el 26 de junio de 1918 en la Jefatura de la Estación Naval del Mar del Norte. Luego fue primer ayudante de estado mayor en la misma Estación y en ella permaneció tras el fin de la guerra hasta el 23 de septiembre de 1919.

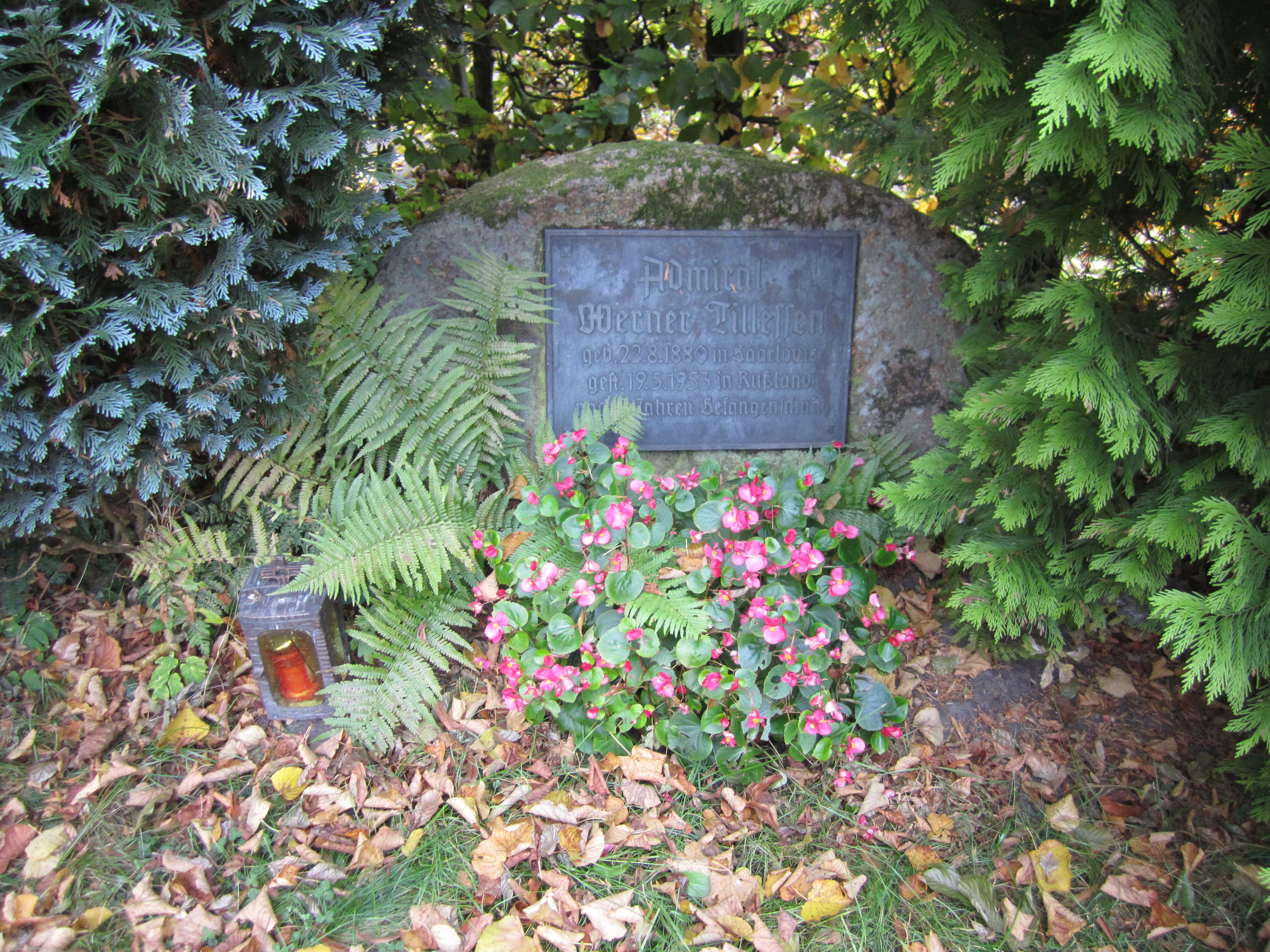
Placa honorífica en el Cementerio Memorial de Wilhelmshaven.

Tillessen quedó a disposición del jefe de la Estación Naval del Mar del Norte desde el 24 de septiembre de 1919 al 7 de enero de 1919, pasando luego a la Inspección de Enseñanza de la Armada. Del 1 de febrero al 2 de junio de 1920 fue oficial directivo de la Escuela Naval A y por corto tiempo jefe de Estado Mayor de la Inspección de Enseñanza de la Armada, ascendiendo el 29 de julio de 1920 a capitán de fragata. Tras dos meses como director de la Escuela Naval A, fue comandante de la Academia Naval Mürwik de Flensburgo-Mürwik del 16 de septiembre de 1920 al 23 de septiembre de 1925. Ascendió a capitán de navío el 1 de enero de 1923 y el 24 de septiembre de 1925 se le dio el mando del navío de línea Hannover y luego del Schlesien. Luego estuvo un año como Inspector de Torpedos y Minas hasta el 4 de octubre de 1928, habiendo ascendido ese 1 de octubre a contraalmirante. Al mismo tiempo, del 9 de enero al 29 de febrero había sustituido la Inspector de Enseñanza de la Armada. El 5 de octubre de 1928 fue nombrado jefe de la Estación Naval del Mar del Norte y el 1 de diciembre de 1930 ascendió a vicealmirante. El 30 de septiembre de 1932 fue ascendido a almirante y al mismo tiempo jubilado.
El 24 de mayo de 1939 Tillessen fue puesto a disposición de la Kriegsmarine, sin asignársele destino. Comenzada la Segunda Guerra Mundial, se le nombró Jefe del Cuerpo de Enseñanza Naval en Bucarest del 8 de mayo al 17 de diciembre de 1942 y luego jefe del Enlace Naval de Rumanía. Tras la entrada del Ejército Rojo en Bucarest a fines de agosto de 1944, se dio a Tillessen por desaparecido. En el Cementerio Memorial de Wilhelmshaven hay una placa que señala el 19 de mayo de 1953 como su fecha de muerte con la mención: "en Rusia, tras ocho años de prisión".

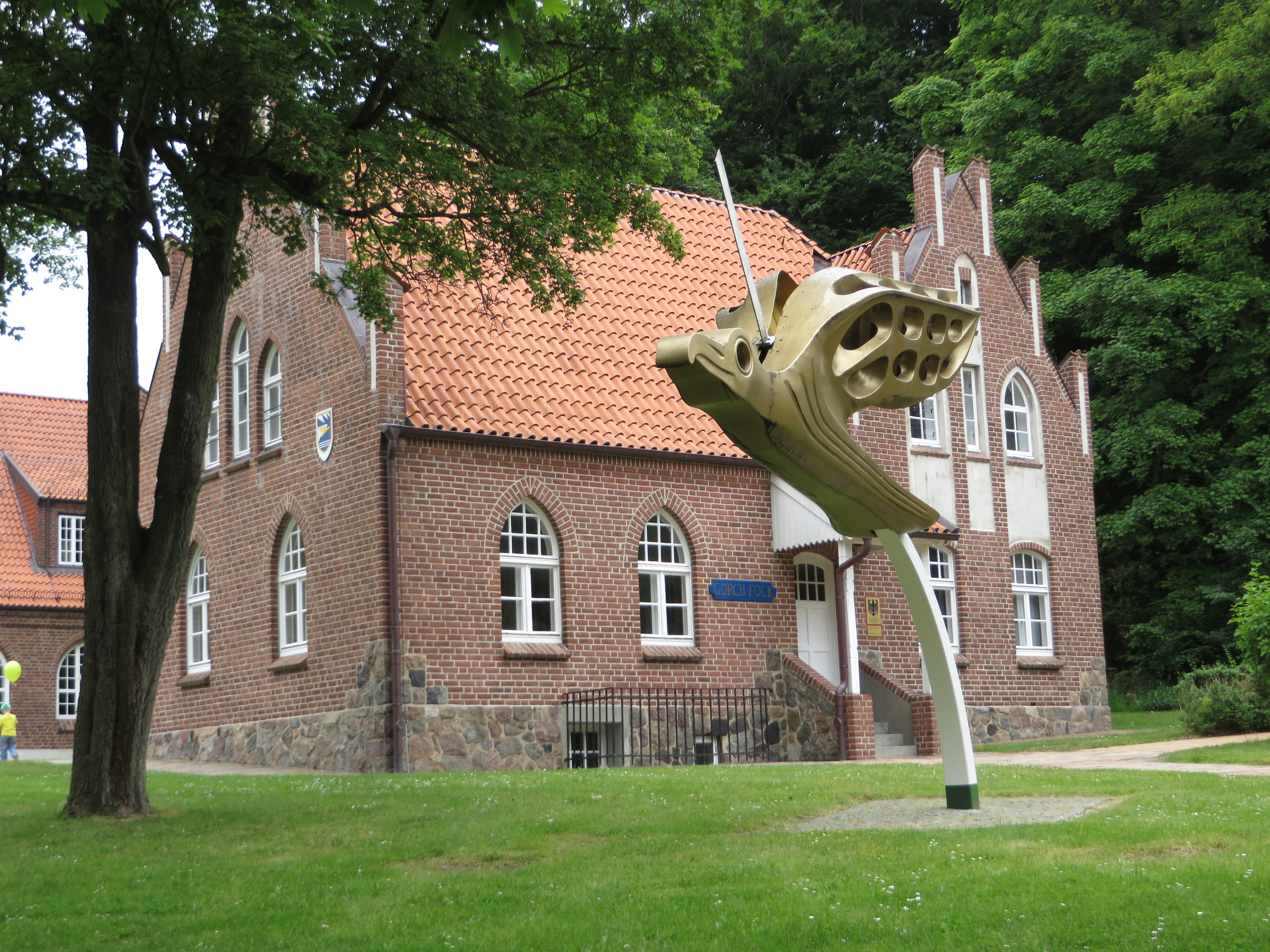
La Casa Gorch-Fock de la Academia Naval Mürwik antes llamada Casa Tillesen. (Foto de 2015)

## Condecoraciones
- Cruz de Hierro (1914) de 2ª y 1ª clase[1]
- Orden del Águila Roja de 4ª clase[1]
- Cruz de Caballero de la Real Orden de la Casa de Hohenzollern con espadas[1]
- Cruz de Servicios Distinguidos de Prusia[1]
- Medalla Conmemorativa de China[1]
- Cruz de Caballero de 2ª clase de la Orden de Federico con espadas[1]
- Cruz de Federico-Augusto de 2ª y 1ª clase[1]